# Víctor Dínenzon
Víctor Dínenzon (Buenos Aires, 1952) és un guionista i director de cinema argentí, reconegut per haver escrit i dirigit el 1988 Abierto de 18 a 24.

## Filmografia
Director i guionista
- Algún lugar en ninguna parte (2008)
- Nieves (2004)
- Fugaz (2003)
- Mar de amores (1998)
- Las boludas (1993)
- Fútbol argentino (1990)
- Abierto de 18 a 2 (1988)

Productor
- Nieves (2004)

Fotografía
- Nieves (2004)

Assistent de Direcció
- La cruz invertida (1985)
- Asesinato en el Senado de la Nación (1984)